# Scheid
Pour les articles homonymes, voir Scheid (homonymie).
Scheid est une ancienne commune suisse du canton des Grisons. Depuis le 1er janvier 2009, elle fait partie de Tomils.

## Notes et références

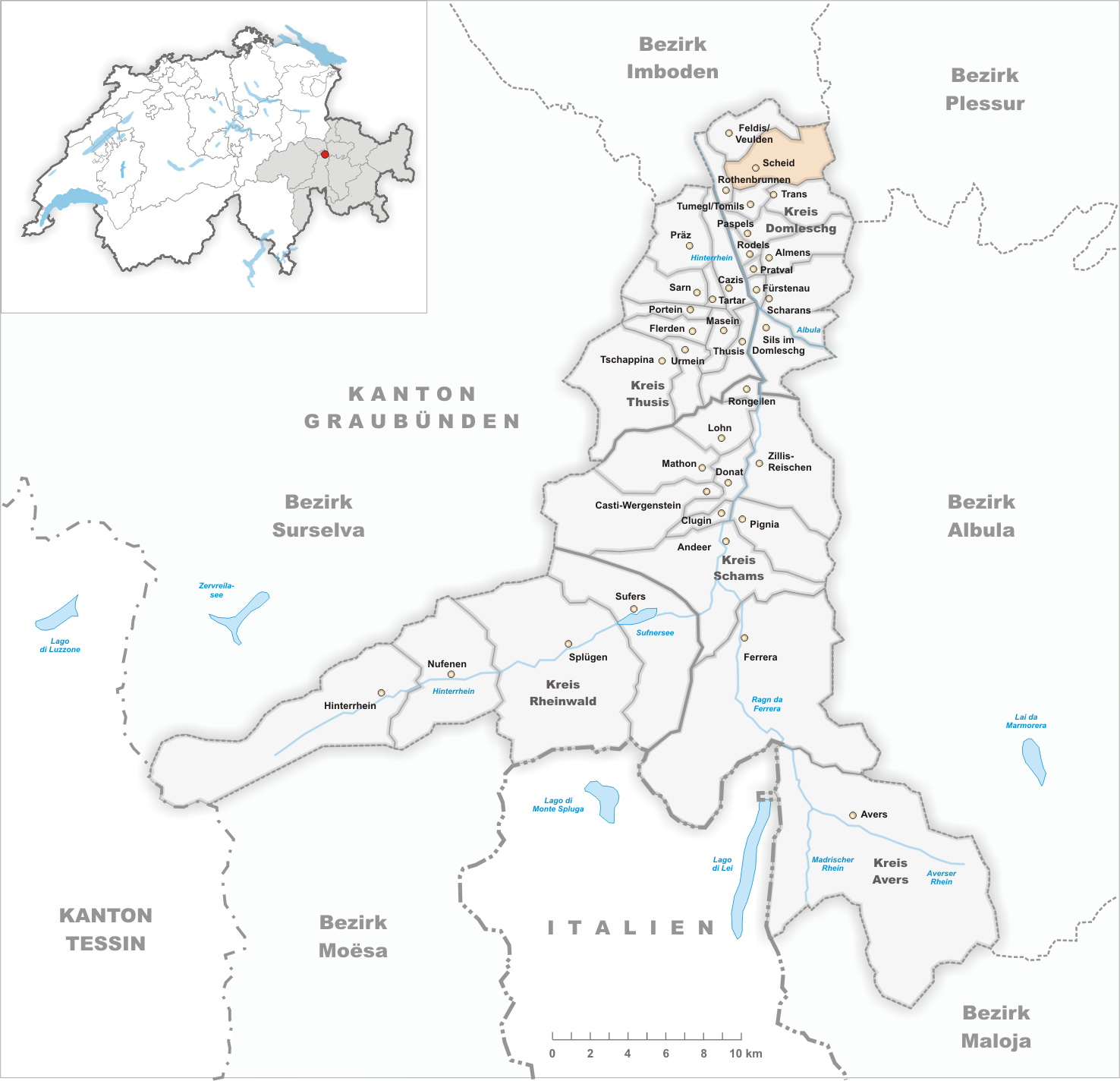
Territoire de l'ancienne commune de Scheid